# أليسيا ويب
أليسيا ويب (بالإنجليزية: Alicia Webb) هي مديرة (مصارعة محترفة) أمريكية، ولدت في 4 مايو 1979 في هيوستن في الولايات المتحدة.

## وصلات خارجية
- أليسيا ويب على موقع CageMatch worker (الإنجليزية)
- أليسيا ويب على موقع قاعدة بيانات المصارعة على الإنترنت (الإنجليزية)